# Mišljenovac (Kučevo)
Mišljenovac (Servisch cyrillisch Мишљеновац) is een plaats in de Servische gemeente Kučevo. De plaats telt 465 inwoners (2001).